# Os Parças
Os Parças é um longa-metragem de comédia, com produção da Formata e distribuição da Downtown e direção de Halder Gomes. Os parças, como sugere o título do filme, será interpretado pelo próprio Tom Cavalcante, Bruno de Luca, o comediante Tirullipa e o youtuber Whindersson Nunes. O longa foi rodado entre os meses de maio e junho de 2017. O primeiro trailer do filme foi divulgado no dia 15 de outubro no canal do youtuber, Whindersson.

## Enredo
Fugindo de problemas, um locutor de loja de varejo, dois trambiqueiros e um técnico de informática atrapalhado são obrigados a participar de um golpe. Eles são chantageados por Mário, um vigarista que se aproveita da boa-fé alheia para ganhar dinheiro. O desafio é nada mais nada menos do que montar uma firma de casamento para produzir a festa da filha do maior contrabandista da Rua 25 de Março, o temido Vacário. Juntos eles vão enfrentar muitos desafios na produção da festa e terão que fazer de tudo para não levantar a desconfiança de Vacário.

## Elenco
- Tom Cavalcante como Toinho / Helga
- Whindersson Nunes como Ray Van
- Tirullipa como Pilôra
- Bruno de Luca como Romeu
- Paloma Bernardi como Cintia Maria Barolo
- André Bankoff como Marcelo Paranhos
- Taumaturgo Ferreira como Vacário Barolo
- Oscar Magrini como Mário
- Carolina Chalita como Samantha
- Carol Garcia como Ritinha
- Pedro Moutinho como Policial Fabio Júnior
- Milhem Cortaz como Sargento Pena
- Marcos Oliveira como Seu Juvêncio
- Carlos Alberto de Nóbrega Como Toninho La Paz
- Ricardo Macchi como Borges
- Romeu Evaristo como Mulumba
- Fábio Goulart como Peçanha
- LC Galetto como Soares
- Neymar como Ele mesmo
- Wesley Safadão como Ele mesmo

## Recepção
Atraiu um milhão de espectadores aos cinemas.